# 올리비에 그루너

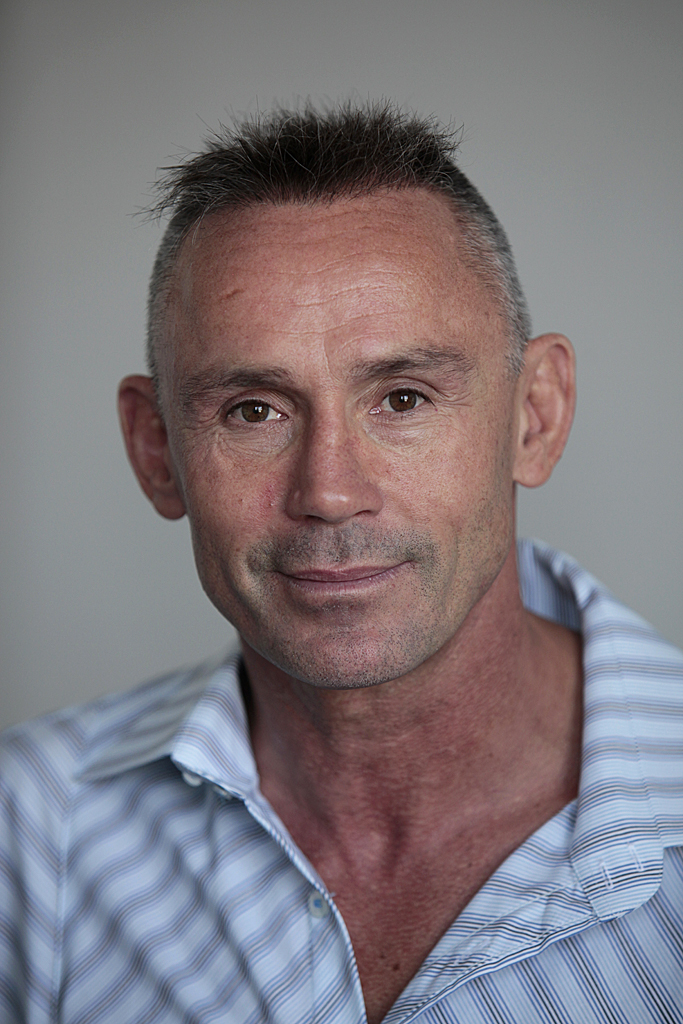

올리비에 그뤼네(Olivier Gruner, 프랑스어 발음: [ɡʁyne], 1960년 8월 2일 ~ )는 프랑스의 배우, 안무가, 킥복싱 선수, 각본가, 군인, 영화 제작자, 비행사, 모델이다.
파리에서 태어났다.

## 영화
- 다이아몬드 카르텔 (2017년)
- 어쌔신 더 엑스 (2016년)
- 섹터 4 (2014년) - 내쉬 역
- 브라더스 워 (2009년) - 안톤 역
- 서킷 (2002년)
- 에어포스 (2001년)
- 인터셉터 포스 2 (2001년)
- 크래커잭 3 (2000년)
- 머시너리 2 (1999년)
- 인터셉터 포스 (1999년)
- 티앤티 (1998년)
- 벨로시티 트랩 (1997년)
- 마스 (1997년)
- 머시너리 (1996년)
- 야수 인간 세비지 (1995, Savage)
- 사바테 (1994년)
- 오토매틱 (1994년)
- 네미시스 (1993년)
- 돌아온 이탈자 (1990년)